# Ламберт II (герцог Сполето)
Ламберт II (итал. Lamberto II di Spoleto; около 845/850 — 880, ранее 8 июля) — герцог и маркграф Сполето с 860, старший сын герцога Сполето Гвидо I и Иты (Аделаиды), дочери князя Беневенто Сикона.
Ламберт был одним из самых неугомонных итальянских сеньоров своего времени. За время своего правления он всячески старался усилить своё влияние в Южной Италии. Он дважды разграбил Рим, из-за чего дважды отлучался от церкви.

## Биография

### Правление
Ламберт унаследовал Сполето после смерти отца в 860 году. Доставшиеся ему владения занимали большую часть Умбрии и Абруццо, доходя до моря. По матери он состоял в родстве с южноитальянскими сеньорами, в том числе с князьями Беневенто и Салерно, а его сестра была замужем за маркграфом Тосканы Адальбертом I. Он обладал огромными политическими амбициями, но его интересы в основном лежали в Южной Италии и Риме.
Впервые Ламберт появляется в 859 году, когда войско сарацинского эмира Бари Савдана совершило набег на Капую. Несколько итальянских сеньоров, в том числе и Ламберт, объединились, чтобы попытаться отрезать Савдана от Бари. Однако сделать это не удалось и после жестокой битвы эмиру удалось войти в город.
В 860 году Ламберт вместе с графом Камерино Хильдебертом составил заговор против короля Италии и императора Людовика II. Однако, после того как о мятеже стало известно императору, Ламберт и Хильдеберт бежали из своих владений в Беневенто, правитель которого, Адельхиз, предоставил им убежище. Отсюда Хильдеберт бежал в Бари, где был с почётом принят эмиром Савданом. Тем временем, император Людовик, ведя военные действия против своих врагов, дошёл до города Сант'Агата-де'-Готи, куда летом к нему прибыл князь Адельхиз. В обмен на восстановление лояльности к себе со стороны мятежной знати, Людовик II согласился простить всех заговорщиков, включая и Ламберта.
Также в 860 году Ламберт II потерпел поражение от эмира Бари Савдана. В сражении погибли три из четырёх военачальников христиан (граф Камерино Герард III и два гастальда). Ламберту удалось спастись бегством, а сарацины продолжили разорять земли лангобардских княжеств Южной Италии.
В 866 году император Людовик II осадил Капую, которой управлял князь-епископ Ландульф II. Для того, чтобы захватить город, император позвал на помощь Ламберта, пообещав ему отдать княжество. Ламберт согласился, однако уже в 867 году снял осаду и отправился в Рим, где 13 ноября умер папа Николай I. Император, занятый в Южной Италии, назначил Ламберта представлять свои интересы в Риме, однако он превысил свои полномочия. Когда он добрался до города, уже был выбран новый папа Адриан II. Ламберт решил вмешаться в выборы, войдя в сговор с противниками Адриана. Под предлогом защиты императорских прав, он подверг Рим жесточайшему разорению, разграбив множество церквей и монастырей. Император, узнав о случившемся велел лишить Ламберта его владений. Однако он не имел возможности привести приговор в исполнение и на этот раз был вынужден простить герцога Сполето.
Однако в 871 году Ламберт, вместе со своим родственником Ламбертом Лысым, присоединился к восстанию южноитальянской знати, которое возглавили князь Салерно Гвефер, герцог Неаполя Сергий II и князь Беневенто Адельхиз. В итоге Адельхиз захватил в плен императора. Но в это же время около Салерно высадились сарацины, что изменило положение. Продержав Людовика II под стражей с 13 августа по 17 сентября, Адельхиз отпустил императора, взяв с него клятву не мстить мятежникам.
Однако на этот раз Людовик II не простил обоих Ламбертов: сразу же после освобождения он конфисковал Сполето у Ламберта II и Камерино у Ламберта Лысого, поставив новым герцогом Суппона II, родственника своей жены Ангельберги. Оба Ламберт нашли убежище у князя Адельхиза. Здесь они участвовали в войне с сарацинами и в 872 году разбили их большое войско, одно из тех, которые ещё с прошлого года держали в осаде Салерно.
В 873 году папа римский освободил императора от клятвы, которую он принёс Адельхизу, чтобы получить свободу. После этого Людовик II осадил Беневенто, однако неудачно.
Людовик II умер в 875 году. Италия и императорская корона достались его дяде, королю Западно-Франкского королевства Карлу II Лысому. Желая создать союз из центральных и южных итальянских областей против сарацин, Карл нуждался в союзниках. Для этого он решил привлечь на свою сторону Ламберта, вернув ему в феврале-июне 876 года Сполето. Также он вновь назначил Ламберта представителем императорской власти в Риме, желая, чтобы он помог папе Иоанну VIII организовать такой союз. Кроме того, младший брат Ламберта, Гвидо, получил в управление марку Камерино.
Но усиление власти папы в Южной Италии не входило в интересы Ламберта, поэтому он постарался провалить этот план. В 877 году умер император Карл II Лысый, после чего Ламберт потребовал у Рима заложников. Папа выразил протест, и Ламберт на некоторое время отступил. Однако он начал поддерживать личных врагов папы, которые бежали из Рима. Кроме того, Ламберт заручился поддержкой своего шурина Адальберта I Тосканского. Для того, чтобы добиться своей цели, Ламберт решил добиться коронации императорской короной короля Баварии Карломана, который ему представлялся наиболее подходящим кандидатом на императорский трон.
В конце марта 878 года Ламберт и Адальберт вторглись Рим, где устроили настоящее побоище, требуя от римлян клятвы верности Карломану. Римляне принесли клятву, однако папа Иоанн VIII, который заперся в городе Льва, отказался это сделать. Осада базилики продолжалась месяц, но успеха Ламберт и Адальберт не достигли. В итоге папа смог сбежать из Рима в Труа в Западно-Франкском королевстве. Там он созвал синод, на котором 7 сентября короновал императором короля Западно-Франкского королевства Людовика II Заику. Здесь же он обвинил Ламберта в том, что тот добивался императорской короны для себя, и 14 сентября отлучил его от церкви. Вместе с Ламбертом были отлучены и другие гонители Иоанна VIII, в том числе, маркграф Адальберт Тосканский и епископ Порто Формоз.
Отлучение с Ламберта не было снято до самой его смерти. Он умер в 880 году, осаждая Капую. Наследовал ему сын Гвидо II.

### Брак и дети
Имя жены Ламберта неизвестно. Дети:
- Гвидо II (ум. ок. 882/883), герцог и маркграф Сполето с 880